# Larzac (Dordogne)
Larzac település Franciaországban, Dordogne megyében. Lakosainak száma 148 fő (2022. január 1.). Larzac Salles-de-Belvès, Pays-de-Belvès és Sainte-Foy-de-Belvès községekkel határos.

## Népesség
A település népességének változása:
| Lakosok száma | 105  | 117  | 105  | 134  | 134  | 135  | 144  | 148  | 148  | 148  |
|               | 1968 | 1982 | 1990 | 2006 | 2013 | 2015 | 2017 | 2019 | 2020 | 2022 |